# Nati nel 1836
| Questa pagina contiene informazioni ricavate automaticamente dalle voci biografiche con l'ausilio del template Bio e di un bot. L'aggiornamento è periodico e automatico e ricostruisce completamente la pagina. Se manca una persona in questa lista, sei pregato di non aggiungerla, ma accertati piuttosto che la sua voce biografica contenga il template Bio e che i dati anagrafici siano correttamente compilati. Se il template Bio manca, inseriscilo tu stesso o, in alternativa, metti l'avviso {{tmp\|Bio}} che ne segnala la mancanza. Se i dati riportati sono sbagliati, correggi direttamente la voce biografica; le modifiche saranno visibili in questa lista entro pochi giorni. Per chiarimenti vedi il progetto biografie. La lista contiene solo le 389 persone che sono citate nell'enciclopedia e per le quali è stato implementato correttamente il template Bio. Pagina aggiornata al 2 ago 2025. |

## Gennaio(36)
- 1º gennaio - Francis Lewis Cardozo, politico e religioso statunitense († 1903)
- 1º gennaio - Raffaele Pierotti, cardinale italiano († 1905)
- 2 gennaio - Mendele Moicher Sforim, scrittore bielorusso († 1917)
- 2 gennaio - Emma delle Hawaii, regina († 1885)
- 2 gennaio - Giuseppe Mussi, politico italiano († 1904)
- 3 gennaio - Sakamoto Ryōma, samurai giapponese († 1867)
- 4 gennaio - Anna Maria di Sassonia, nobile († 1859)
- 6 gennaio - Truman H. Safford, astronomo statunitense († 1901)
- 7 gennaio - Tancrède Abraham, pittore e incisore francese († 1895)
- 7 gennaio - Francesco De Renzis, militare, politico e diplomatico italiano († 1900)
- 7 gennaio - Eberhard Schrader, assiriologo e orientalista tedesco († 1908)
- 7 gennaio - Albert von Bezold, fisiologo tedesco († 1868)
- 8 gennaio - Lawrence Alma-Tadema, pittore olandese († 1912)
- 10 gennaio - Charles Ingalls, statunitense († 1902)
- 12 gennaio - William Goate, militare britannico († 1901)
- 12 gennaio - Arabella Goddard, pianista inglese († 1922)
- 13 gennaio - Giuseppe Abbati, pittore e patriota italiano († 1868)
- 13 gennaio - Federico Gattorno, militare e politico italiano († 1913)
- 14 gennaio - Henri Fantin-Latour, pittore francese († 1904)
- 14 gennaio - Judson Kilpatrick, generale e politico statunitense († 1881)
- 15 gennaio - Jean-Baptiste Abbeloos, orientalista belga († 1906)
- 15 gennaio - Alexis Bouvier, romanziere, librettista e paroliere francese († 1892)
- 16 gennaio - Francesco II delle Due Sicilie, re († 1894)
- 17 gennaio - William MacCormac, chirurgo britannico († 1901)
- 18 gennaio - Gottlieb Graf von Haeseler, generale tedesco († 1919)
- 19 gennaio - Guglielmo Castellani, ceramista italiano († 1896)
- 20 gennaio - Francesco Valaperta, pittore italiano († 1908)
- 24 gennaio - Signe Rink, scrittrice e etnologa danese († 1909)
- 24 gennaio - Gioacchino Toma, pittore e patriota italiano († 1891)
- 26 gennaio - Luigi Fabio, patriota e militare italiano († 1890)
- 26 gennaio - Lucius Frederick Hubbard, politico statunitense († 1913)
- 27 gennaio - Leopold von Sacher-Masoch, scrittore e giornalista austriaco († 1895)
- 28 gennaio - Alfonso Sanseverino Vimercati, nobile, politico e ingegnere italiano († 1907)
- 28 gennaio - Theodor Weber, teologo e vescovo vetero-cattolico tedesco († 1906)
- 31 gennaio - Leone Fontana, avvocato, bibliografo e politico italiano († 1905)
- 31 gennaio - John Bates Thurston, diplomatico e politico britannico († 1897)

## Febbraio(31)
- 1º febbraio - Percy Bunting, giornalista inglese († 1911)
- 1º febbraio - Emil Hartmann, compositore danese († 1898)
- 4 febbraio - Paul Barbe, imprenditore e politico francese († 1890)
- 5 febbraio - Nikolaj Aleksandrovič Dobroljubov, giornalista e critico letterario russo († 1861)
- 5 febbraio - Pasquale Forgione, brigante italiano († 1863)
- 10 febbraio - Mitrofan Petrovič Beljaev, musicista e editore musicale russo († 1903)
- 11 febbraio - Thomas Brassey, I conte Brassey, politico inglese († 1918)
- 12 febbraio - Boghos Bedros XII Sabbaghian, siriano († 1915)
- 12 febbraio - Giuseppe Tornielli Brusati di Vergano, diplomatico e politico italiano († 1908)
- 15 febbraio - Karl Koberstein, drammaturgo tedesco († 1899)
- 15 febbraio - Martino Manzi, patriota italiano († 1872)
- 17 febbraio - Gustavo Adolfo Bécquer, poeta, scrittore e giornalista spagnolo († 1870)
- 18 febbraio - Giuseppe Galluppi, nobile, storico e saggista italiano († 1891)
- 18 febbraio - Ramakrishna, mistico indiano († 1886)
- 19 febbraio - Enrico Sarria, compositore italiano († 1883)
- 20 febbraio - Casimir de Candolle, botanico svizzero († 1918)
- 20 febbraio - Harald Scharff, ballerino e attore teatrale danese († 1912)
- 21 febbraio - Léo Delibes, compositore francese († 1891)
- 21 febbraio - Luigi Ferretti, poeta italiano († 1881)
- 22 febbraio - Pietro Blaserna, fisico e politico italiano († 1918)
- 22 febbraio - Eduard Wachmann, direttore d'orchestra, compositore e docente romeno († 1908)
- 24 febbraio - Winslow Homer, pittore, illustratore e incisore statunitense († 1910)
- 25 febbraio - Pauline von Metternich, nobildonna e socialite austriaca († 1921)
- 25 febbraio - Giovanni Battista Zampironi, farmacista, chimico e inventore italiano († 1906)
- 26 febbraio - Davide Consiglio, politico e banchiere italiano († 1925)
- 26 febbraio - Elihu Vedder, pittore e poeta statunitense († 1923)
- 27 febbraio - Russell Alexander Alger, politico statunitense († 1907)
- 27 febbraio - Carolina del Liechtenstein, principessa austriaca († 1885)
- 27 febbraio - Giovanni Sartori, patriota italiano († 1917)
- 28 febbraio - Giulio Tasca, patriota e filantropo italiano († 1902)
- 29 febbraio - Guillermo Morphy, educatore, critico musicale e musicologo spagnolo († 1899)

## Marzo(24)
- 2 marzo - John Watson Foster, politico, statistico e generale statunitense († 1917)
- 2 marzo - Theodor Nöldeke, orientalista e islamista tedesco († 1930)
- 3 marzo - Federico Ashton, pittore italiano († 1904)
- 7 marzo - Cosimo Fabbri, politico italiano († 1894)
- 9 marzo - Daniel Peter, artigiano svizzero († 1919)
- 11 marzo - Samuel Duvall, arciere statunitense († 1908)
- 11 marzo - Wilhelmine von Hillern, attrice e scrittrice tedesca († 1916)
- 12 marzo - Isabella Beeton, giornalista e scrittrice britannica († 1865)
- 12 marzo - Adrien Prévault, militare francese († 1870)
- 13 marzo - Cristoforo Marzaroli, scultore italiano († 1871)
- 13 marzo - Francesco Vigo Pelizzari, patriota e militare italiano († 1867)
- 14 marzo - Jules Joseph Lefebvre, pittore francese († 1912)
- 15 marzo - Gustavo Freschi, politico italiano († 1907)
- 20 marzo - Leopoldo Mauroner, militare e politico italiano († 1928)
- 20 marzo - Edward Poynter, pittore inglese († 1919)
- 22 marzo - Pio Bartolucci Godolini, imprenditore, patriota e politico italiano († 1890)
- 24 marzo - Marguerite Macé-Montrouge, mezzosoprano francese († 1898)
- 26 marzo - Paul Carl Beiersdorf, farmacista e imprenditore tedesco († 1896)
- 26 marzo - Prospero Ferretti, pittore italiano († 1893)
- 26 marzo - José Maria da Cunha Seixas, filosofo portoghese († 1895)
- 27 marzo - Ernest Puget, attivista francese
- 28 marzo - Emmanuel Benner, pittore francese († 1896)
- 28 marzo - Jean Benner, pittore francese († 1906)
- 28 marzo - Arthur von Oettingen, fisico e teorico della musica tedesco († 1920)

## Aprile(25)
- 1º aprile - Manuel Domingo y Sol, presbitero spagnolo († 1909)
- 1º aprile - Giovanni Battista Pagano Guarnaschelli, politico e magistrato italiano († 1919)
- 1º aprile - Antonino di Prampero, politico e militare italiano († 1920)
- 2 aprile - Felice Sismondo, militare e politico italiano († 1912)
- 3 aprile - Calcedonio Inghilleri, politico italiano († 1926)
- 4 aprile - Salvatore Trinchese, scienziato italiano († 1897)
- 6 aprile - Ronglu, politico e generale cinese († 1903)
- 6 aprile - Nikolaj Sklifosovskij, chirurgo e fisiologo russo († 1904)
- 7 aprile - Thomas Hill Green, filosofo britannico († 1882)
- 8 aprile - Oscar Paul, musicologo, scrittore e critico musicale tedesco († 1898)
- 12 aprile - Henri Delassus, presbitero, scrittore e teologo francese († 1921)
- 16 aprile - Carlo Genè, generale italiano († 1890)
- 19 aprile - Ferdinand Cheval, scultore francese († 1924)
- 19 aprile - Gustav Tschermak von Seysenegg, mineralogista tedesco († 1927)
- 20 aprile - Gaetano Ardizzoni, poeta e scrittore italiano († 1924)
- 21 aprile - Edoardo Sonzogno, editore e editore musicale italiano († 1920)
- 23 aprile - Ferdinando Cesaroni, imprenditore e politico italiano († 1912)
- 23 aprile - Filippo Vivanet, architetto, archeologo e scrittore italiano († 1905)
- 23 aprile - Charles Yorke, V conte di Hardwicke, politico inglese († 1897)
- 25 aprile - Salvatore Guidotti, pittore italiano († 1903)
- 26 aprile - Luigi Galimberti, cardinale e arcivescovo cattolico italiano († 1896)
- 26 aprile - Thomas H. White, inventore e imprenditore statunitense († 1914)
- 27 aprile - Nikolaj Petrovič Demidov-Lopuchin, generale russo († 1910)
- 29 aprile - Giuseppe Alinari, editore e fotografo italiano († 1890)
- 30 aprile - Charles de Spoelberch de Lovenjoul, scrittore belga († 1907)

## Maggio(29)
- 2 maggio - Jules Renaudot, scultore francese († 1901)
- 4 maggio - William Whitaker, chimico e geologo inglese († 1925)
- 5 maggio - Wilhelm Schuppe, filosofo tedesco († 1913)
- 6 maggio - John Mahlon Marlin, inventore statunitense († 1901)
- 7 maggio - Joseph Gurney Cannon, politico statunitense († 1926)
- 7 maggio - Euphrosyne Parepa-Rosa, soprano britannico († 1874)
- 8 maggio - Sophus Schandorph, scrittore danese († 1901)
- 9 maggio - Ferdinand Monoyer, medico francese († 1912)
- 10 maggio - Bonaventura Zumbini, critico letterario e politico italiano († 1916)
- 13 maggio - Stefano Bardini, collezionista d'arte italiano († 1922)
- 13 maggio - Montagu Bertie, VII conte di Abingdon, nobile britannico († 1928)
- 13 maggio - Christian Bäumler, medico tedesco († 1933)
- 16 maggio - Nicola Guerrazzi, patriota e militare italiano († 1912)
- 17 maggio - Norman Lockyer, scienziato e astronomo britannico († 1920)
- 17 maggio - Virginie Loveling, scrittrice belga († 1923)
- 17 maggio - Anna di Prussia, principessa prussiana († 1918)
- 18 maggio - Wilhelm Steinitz, scacchista austriaco († 1900)
- 19 maggio - Evandro Caravaggio, politico e prefetto italiano († 1913)
- 22 maggio - Elisa Hensler, attrice svizzera († 1929)
- 23 maggio - Ahmad al-Muadzam Shah di Pahang, sovrano malese († 1914)
- 23 maggio - Natal'ja Aleksandrovna Puškina, contessa russa († 1913)
- 26 maggio - Adolf von Kröner, editore tedesco († 1911)
- 27 maggio - Jason Gould, imprenditore statunitense († 1892)
- 27 maggio - Edwin Gray Lee, generale statunitense († 1870)
- 28 maggio - Alexander Mitscherlich, chimico tedesco († 1918)
- 28 maggio - Domenico Tiburzi, brigante italiano († 1896)
- 29 maggio - Stefano Tedeschi Oddo, patriota e medico italiano († 1882)
- 30 maggio - Jean-Baptiste Clément, musicista francese († 1903)
- 30 maggio - Carmine Senise, prefetto e politico italiano († 1918)

## Giugno(26)
- 1º giugno - Giuseppe Artina, militare italiano († 1893)
- 1º giugno - Jules Chéret, pubblicitario e pittore francese († 1932)
- 2 giugno - Pietro Monaco, brigante italiano († 1863)
- 3 giugno - Ernst Höpfner, filologo e educatore tedesco († 1915)
- 4 giugno - Alessandro Focosi, pittore italiano († 1869)
- 4 giugno - Władysław Tarnowski, compositore, pianista e poeta polacco († 1878)
- 6 giugno - Camillo Chizzolini, medico e militare italiano († 1895)
- 6 giugno - Francesco Giuliani di San Lucido, politico italiano († 1905)
- 9 giugno - Elizabeth Garrett Anderson, medica, attivista e politica britannica († 1917)
- 9 giugno - Henry Arthur McArdle, pittore irlandese († 1908)
- 9 giugno - Guillaume Vogels, pittore belga († 1896)
- 10 giugno - Yamaoka Tesshū, militare giapponese († 1888)
- 13 giugno - Giuseppe Giacomelli, politico italiano († 1911)
- 16 giugno - Wesley Merritt, generale statunitense († 1910)
- 18 giugno - Valerico Laccetti, pittore italiano († 1909)
- 18 giugno - Emmanouil Roidis, scrittore greco († 1904)
- 19 giugno - Edward W. Wynkoop, statunitense († 1891)
- 20 giugno - Luigi Medici, politico italiano († 1915)
- 21 giugno - Ahmadu Tall, sovrano († 1897)
- 21 giugno - Luigi Tripepi, cardinale italiano († 1906)
- 22 giugno - Gaston Crémieux, avvocato e attivista francese († 1871)
- 23 giugno - Francisco Codera Zaidín, arabista e storico spagnolo († 1917)
- 24 giugno - Erminio Pescatori, patriota e giornalista italiano († 1905)
- 24 giugno - Harry Rosenbusch, geologo e mineralogista tedesco († 1914)
- 28 giugno - Benedetto Faustini, architetto e scultore italiano († 1895)
- 30 giugno - Adelaide Pandiani Maraini, scultrice svizzera († 1917)

## Luglio(27)
- 2 luglio - Ludwig Schnorr von Carolsfeld, tenore tedesco († 1865)
- 3 luglio - Hugo Laspeyres, mineralogista tedesco († 1913)
- 6 luglio - Bernard Borggreve, botanico tedesco († 1914)
- 6 luglio - Marcello, scultrice e pittrice svizzera († 1879)
- 8 luglio - Joseph Chamberlain, politico britannico († 1914)
- 8 luglio - Carlo Guala, prefetto, magistrato e politico italiano († 1926)
- 8 luglio - Adolf Gusserow, ginecologo tedesco († 1906)
- 9 luglio - Ignazio Filì Astolfone, politico italiano († 1924)
- 9 luglio - Camille de Renesse, imprenditore e scrittore belga († 1904)
- 9 luglio - Auguste Viard, attivista francese († 1892)
- 9 luglio - Sofia di Nassau, regina tedesca († 1912)
- 11 luglio - Antonio Maria de Pol, vescovo cattolico italiano († 1892)
- 11 luglio - Antônio Carlos Gomes, compositore brasiliano († 1896)
- 11 luglio - Gian Maria Solinas Apostoli, avvocato e politico italiano († 1914)
- 16 luglio - Jacob Nienhuys, imprenditore, mecenate e filantropo olandese († 1927)
- 16 luglio - Isidor Rosenthal, fisiologo tedesco († 1915)
- 17 luglio - Achille Tonni-Bazza, patriota italiano († 1863)
- 18 luglio - Camillo Colombini, politico italiano († 1896)
- 18 luglio - Joseph Smit, illustratore olandese († 1929)
- 21 luglio - Ugo Zannoni, scultore italiano († 1919)
- 24 luglio - Evelyn Ashley, politico inglese († 1907)
- 24 luglio - Carl Ludwig von Bar, avvocato e giurista tedesco († 1913)
- 24 luglio - Jan Gotlib Bloch, banchiere polacco († 1902)
- 24 luglio - Enrico Martuscelli, magistrato, funzionario e politico italiano († 1917)
- 26 luglio - Adriano Cecioni, scultore, pittore e critico d'arte italiano († 1886)
- 26 luglio - Marie Geistinger, soprano, attrice teatrale e direttrice teatrale austriaca († 1903)
- 31 luglio - Enrico Frassi, geografo italiano († 1903)

## Agosto(38)
- 1º agosto - Nicola del Giappone, monaco cristiano e teologo russo († 1912)
- 1º agosto - Elizabeth Pulman, fotografa neozelandese († 1900)
- 3 agosto - Gian Lorenzo Basetti, politico e patriota italiano († 1908)
- 3 agosto - Greene Vardiman Black, odontoiatra statunitense († 1915)
- 3 agosto - Giacomo Costa, armatore e imprenditore italiano († 1916)
- 3 agosto - Filippo Manci, patriota italiano († 1869)
- 3 agosto - Jean Vilain, militare francese († 1863)
- 4 agosto - Pietro Giacomelli, patriota italiano († 1908)
- 4 agosto - Ernesto Masi, storico italiano († 1908)
- 7 agosto - Evander Law, scrittore, insegnante e generale statunitense († 1920)
- 7 agosto - Paul Riant, storico francese († 1888)
- 8 agosto - Johann Georg Noel Dragendorff, chimico e farmacista tedesco († 1898)
- 10 agosto - Vittorio Avondo, pittore e archeologo italiano († 1910)
- 11 agosto - Gennaro Finamore, medico, antropologo e lessicografo italiano († 1923)
- 11 agosto - Cato Guldberg, fisico e matematico norvegese († 1902)
- 11 agosto - Edward Pelham-Clinton, politico inglese († 1907)
- 12 agosto - Pietro Michis, pittore italiano († 1903)
- 13 agosto - Michael Jan de Goeje, orientalista olandese († 1909)
- 14 agosto - Walter Besant, scrittore inglese († 1901)
- 14 agosto - Gualtiero Sacchetti, ingegnere e politico italiano († 1917)
- 15 agosto - Pëtr Boborykin, scrittore, drammaturgo e giornalista russo († 1921)
- 15 agosto - Filippo Ferrari, patriota e militare italiano († 1903)
- 16 agosto - Eugen Petersen, archeologo tedesco († 1919)
- 21 agosto - Eduardo Corazzini, patriota italiano († 1868)
- 21 agosto - Giuseppe Vaccaj, pittore e politico italiano († 1912)
- 22 agosto - Louis Charles Émile Lortet, medico, botanico e zoologo francese († 1909)
- 23 agosto - Charles Hitchcock, geologo statunitense († 1919)
- 23 agosto - Maria Enrichetta d'Asburgo-Lorena, regina belga († 1902)
- 24 agosto - Giuseppe Pavoncelli, politico italiano († 1910)
- 25 agosto - Gaetano Foschini, organista, compositore e direttore d'orchestra italiano († 1908)
- 25 agosto - Bret Harte, scrittore e poeta statunitense († 1902)
- 26 agosto - Louisa Hamilton, nobildonna scozzese († 1912)
- 29 agosto - Bernardo Cozzucli, vescovo cattolico italiano († 1902)
- 29 agosto - Merry Delabost, medico e inventore francese († 1918)
- 30 agosto - Georg August Schweinfurth, botanico e etnologo tedesco († 1925)
- 31 agosto - Michele Carta Mameli, funzionario, magistrato e politico italiano († 1907)
- 31 agosto - Ernest Chenu, militare francese († 1879)
- 31 agosto - Francesco Segna, cardinale italiano († 1911)

## Settembre(17)
- 1º settembre - Robert Swinhoe, biologo, ornitologo e zoologo inglese († 1877)
- 3 settembre - Sylwester Sembratowicz, cardinale e arcivescovo cattolico ucraino († 1898)
- 4 settembre - Henry D. McDaniel, politico statunitense († 1926)
- 5 settembre - Justiniano Borgoño, politico peruviano († 1921)
- 6 settembre - Francesco Alimena, avvocato e politico italiano († 1902)
- 6 settembre - John Atkinson Grimshaw, pittore britannico († 1893)
- 7 settembre - Roberto Barracco, politico italiano († 1917)
- 7 settembre - Henry Campbell-Bannerman, politico britannico († 1908)
- 10 settembre - Gaspare Matrona, avvocato e politico italiano († 1919)
- 10 settembre - Joseph Wheeler, politico e generale statunitense († 1906)
- 16 settembre - Giorgio Giorgi, giurista e politico italiano († 1915)
- 18 settembre - Alphonse Trémeau de Rochebrune, botanico e zoologo francese († 1912)
- 19 settembre - Teodoro Pertusati, insegnante e politico italiano († 1897)
- 25 settembre - Emilio Villari, fisico italiano († 1904)
- 27 settembre - Giuseppe Fornaciari, avvocato e politico italiano († 1896)
- 29 settembre - Giacomo Balestra, politico italiano († 1915)
- 30 settembre - Remigio Morales Bermúdez, politico peruviano († 1894)

## Ottobre(27)
- 2 ottobre - Giuseppe Sinico, compositore italiano († 1907)
- 4 ottobre - Juliette Adam, scrittrice francese († 1936)
- 4 ottobre - Piet Cronje, militare sudafricano († 1911)
- 6 ottobre - Heinrich Wilhelm Gottfried von Waldeyer-Hartz, anatomista tedesco († 1921)
- 9 ottobre - Giuseppe Lanzara, avvocato e politico italiano († 1907)
- 9 ottobre - Joseph di Riquet de Caraman-Chimay, diplomatico e politico belga († 1892)
- 10 ottobre - Gennaro Della Monica, pittore e architetto italiano († 1917)
- 10 ottobre - William Dempster Hoard, politico e editore statunitense († 1918)
- 12 ottobre - Olinto Barsanti, avvocato e politico italiano († 1905)
- 15 ottobre - Giovanni Buzzacchi, militare e chirurgo italiano († 1900)
- 15 ottobre - Thomas L. Rosser, generale statunitense († 1910)
- 15 ottobre - James Tissot, pittore e incisore francese († 1902)
- 16 ottobre - John Clifford, politico britannico († 1923)
- 18 ottobre - Frederick August Otto Schwarz, imprenditore tedesco († 1911)
- 19 ottobre - Giuseppe Bonardi, patriota e politico italiano († 1898)
- 20 ottobre - Daniel Owen, scrittore gallese († 1895)
- 23 ottobre - Angiolo Filippi, medico italiano († 1905)
- 23 ottobre - Emilio Morpurgo, statistico e politico italiano († 1885)
- 25 ottobre - Amé Gorret, presbitero e alpinista italiano († 1907)
- 26 ottobre - Nathaniel Meyer von Rothschild, collezionista d'arte e filantropo austriaco († 1905)
- 27 ottobre - Thomas Gwyn Elger, astronomo britannico († 1897)
- 27 ottobre - Luigi Hugues, geografo e compositore italiano († 1913)
- 27 ottobre - Erasmus Darwin Leavitt, ingegnere meccanico e inventore statunitense († 1916)
- 28 ottobre - Pietro Spangaro Jr., medico e patriota italiano († 1912)
- 30 ottobre - Camillo Boito, architetto, restauratore e teorico dell'architettura italiano († 1914)
- 30 ottobre - Generoso Calenzio, storico e presbitero italiano († 1915)
- 31 ottobre - Adolf Schwarz, scacchista ungherese († 1910)

## Novembre(36)
- 2 novembre - Bartolomeo Peyrot, alpinista italiano († 1920)
- 4 novembre - Eugène Carpezat, scenografo francese († 1912)
- 4 novembre - Eduardo Rosales, pittore spagnolo († 1873)
- 4 novembre - James Hood Wright, banchiere, dirigente d'azienda e imprenditore statunitense († 1894)
- 5 novembre - Joaquim Pimenta de Castro, politico portoghese († 1918)
- 6 novembre - Filippo Chiappini, poeta italiano († 1905)
- 6 novembre - Eleonoro Pasini, politico italiano († 1918)
- 8 novembre - Luigi Bazzani, architetto, pittore e scenografo italiano († 1927)
- 8 novembre - Milton Bradley, imprenditore statunitense († 1911)
- 8 novembre - Giorgio Masi, magistrato e politico italiano († 1915)
- 10 novembre - Andrés Avelino Cáceres, politico e generale peruviano († 1923)
- 10 novembre - Ricardo Gutiérrez, scrittore argentino († 1896)
- 10 novembre - Filomeno Padula, patriota e politico italiano († 1912)
- 10 novembre - Julius Vuylsteke, politico e scrittore belga († 1903)
- 11 novembre - Thomas Bailey Aldrich, scrittore e poeta statunitense († 1907)
- 11 novembre - Mosè Bianchi, pittore italiano († 1892)
- 11 novembre - Ferdinando Bocconi, imprenditore e politico italiano († 1908)
- 12 novembre - Zelia Trebelli-Bettini, cantante lirica francese († 1892)
- 13 novembre - Cherubino Dari, politico italiano († 1884)
- 13 novembre - Jaroslaw Dombrowski, militare polacco († 1871)
- 15 novembre - Pietro Coccoluto Ferrigni, scrittore, avvocato e patriota italiano († 1895)
- 15 novembre - José Reyes, musicista e compositore dominicano († 1905)
- 16 novembre - Aimée-Olympe Desclée, attrice teatrale francese († 1874)
- 16 novembre - Kalākaua delle Hawaii, re († 1891)
- 16 novembre - Frederick Wollaston Hutton, naturalista e scienziato britannico († 1905)
- 18 novembre - Eduard Böhl, teologo tedesco († 1903)
- 18 novembre - William Schwenck Gilbert, scrittore e librettista britannico († 1911)
- 18 novembre - Máximo Gómez, generale e politico dominicano († 1905)
- 18 novembre - Michael Masing, generale russo († 1911)
- 18 novembre - Ding Ruchang, ammiraglio e generale cinese († 1895)
- 19 novembre - Giuseppe Lovera di Maria, ammiraglio italiano († 1903)
- 21 novembre - Roberto Perrone di San Martino, militare italiano († 1900)
- 22 novembre - Francesco Pandolfini, baritono italiano († 1916)
- 25 novembre - Almerico da Schio, scienziato, pioniere dell'aviazione e patriota italiano († 1930)
- 25 novembre - Raffaele Faccioli, ingegnere e architetto italiano († 1914)
- 27 novembre - Wilhelm Ebstein, medico tedesco († 1912)

## Dicembre(28)
- 2 dicembre - Giuseppe Donati, musicista italiano († 1925)
- 2 dicembre - Gustavus Hinrichs, chimico e filosofo tedesco († 1923)
- 3 dicembre - Adolf Lieben, chimico austriaco († 1914)
- 4 dicembre - Cesare Finzi, matematico italiano († 1908)
- 4 dicembre - Philip Richard Morris, pittore inglese († 1902)
- 5 dicembre - Vincenzo Vannutelli, cardinale e arcivescovo cattolico italiano († 1930)
- 6 dicembre - Alphonse Nicolas Lonclas, operaio francese
- 7 dicembre - John Wolfe Barry, ingegnere britannico († 1918)
- 11 dicembre - Henry Ernest Gascoyne Bulwer, politico e diplomatico britannico († 1914)
- 12 dicembre - Ulisse Rocchi, politico e medico italiano († 1919)
- 13 dicembre - Franz von Lenbach, pittore tedesco († 1904)
- 14 dicembre - Anton Giulio Barrili, politico, scrittore e letterato italiano († 1908)
- 15 dicembre - Edmond Picard, scrittore e giurista belga († 1924)
- 15 dicembre - Georg Eduard Rindfleisch, patologo tedesco († 1908)
- 15 dicembre - Eugénie Salanson, pittrice francese († 1912)
- 18 dicembre - Giuseppe Colombo, ingegnere, imprenditore e politico italiano († 1921)
- 18 dicembre - Kawamura Sumiyoshi, ammiraglio giapponese († 1904)
- 20 dicembre - Alfred Grandidier, naturalista e esploratore francese († 1921)
- 20 dicembre - Ettore Nucci, politico italiano († 1886)
- 21 dicembre - Milij Alekseevič Balakirev, compositore, pianista e direttore d'orchestra russo († 1910)
- 21 dicembre - Teresa di Sassonia-Altenburg, nobile († 1914)
- 22 dicembre - Ercole Vidari, giurista italiano († 1916)
- 24 dicembre - Joaquín Agrasot, pittore spagnolo († 1919)
- 24 dicembre - Peter Emil Huber-Werdmüller, imprenditore svizzero († 1915)
- 25 dicembre - Francesco Cirio, imprenditore italiano († 1900)
- 27 dicembre - Beniamino Cavicchioni, cardinale e arcivescovo cattolico italiano († 1911)
- 27 dicembre - Walery Wroblewski, militare bielorusso († 1908)
- 30 dicembre - David Castelli, storico, biblista e ebraista italiano († 1901)

## Senza giorno specificato(45)
- Francis Ellingwood Abbot, filosofo e teologo statunitense († 1903)
- Michał Elwiro Andriolli, pittore e disegnatore polacco († 1893)
- Edward Bartlett, ornitologo britannico († 1908)
- Filippo Belli, pittore e fotografo italiano († 1927)
- Ernesto Bertea, pittore italiano († 1904)
- Guglielmo Bilancioni, pittore italiano († 1907)
- Amina Boschetti, ballerina italiana († 1881)
- Giuseppe Bruno, fotografo italiano († 1904)
- Vincenzo Capobianchi, pittore e numismatico italiano († 1928)
- Thomas Coman, politico irlandese († 1909)
- Benjamin Constant, militare e insegnante brasiliano († 1891)
- Enrico Cravero, imprenditore italiano († 1905)
- Emily Curzon-Howe, nobildonna inglese († 1910)
- George Dillon, presbitero, teologo e saggista irlandese († 1893)
- Gustave Doyen, pittore francese († 1923)
- Austin Flint, fisiologo statunitense († 1915)
- Erennio Gammieri, compositore italiano († 1916)
- Filippo Gazzurelli, generale italiano († 1928)
- Robert Baker Girdlestone, sacerdote britannico († 1923)
- Manuel González de Cosío, generale e politico messicano († 1913)
- Basile Gras, militare francese († 1901)
- Hasan I del Marocco, sultano marocchino († 1894)
- Pierre Marie Heude, missionario, gesuita e zoologo francese († 1902)
- Katō Hiroyuki, scrittore giapponese († 1916)
- Inoue Kaoru, politico giapponese († 1915)
- Homer Dodge Martin, pittore statunitense († 1897)
- Adolf Merkel, giurista tedesco († 1896)
- Luigi Monti, attore teatrale italiano († 1904)
- Richard Pankhurst, attivista, avvocato e politico britannico († 1898)
- Maria Petipa, ballerina russa († 1882)
- Cirilo Antonio Rivarola, avvocato e politico paraguaiano († 1878)
- Angiolino Romagnoli, pittore italiano († 1890)
- Thomas Rook, fantino britannico († 1897)
- Edmund Rose, chirurgo tedesco († 1914)
- Alfonso Savini, pittore italiano († 1908)
- Paul Sédille, architetto francese († 1900)
- Achille Sfondrini, architetto italiano († 1900)
- Teclè Ghiorghìs II, imperatore etiope († 1873)
- Pasquale Turiello, patriota e scrittore italiano († 1902)
- Alessandro Vacca, pittore e incisore italiano († 1884)
- Francesco Valentini, patriota e giornalista italiano († 1866)
- Alessandro Venanzio, patriota italiano († 1911)
- Filandro Vicentini, medico italiano († 1927)
- Giovanni Zuliani, pittore e incisore italiano († 1892)
- João Bonança, giornalista portoghese († 1924)